# Jakob Wilms
Jakob Wilms (født 7. januar 1986) er en dansk ungdomsforfatter og digter, som er kendt for sin debutroman Et bliks hukommelse. Ungdomsbogen blev skrevet, da Wilms var 16 år og blev udgivet i 2004. I 2010 var han medudvikler af www.forfattersiden.dk, og er den dag i dag "tilknyttet forfatter" på sitet.

## Tidlige liv og uddannelse
Jakob Wilms voksede op i Bagsværd og Farum. I 2002 kom han på golf-college i Himmerland Country Club nær Aars med drømmen om en fremtid som professionel golfspiller. Det blev ikke til noget, så han begyndte nytåret 2002-2003 at skrive ungdomsromanen Et bliks hukommelse, som blev udgivet i 2004 på hans eget forlag Bokaj Media. Romanen blev revideret og genudgivet i 2005 på Dansklærerforeningens Forlag og brugt i danskundervisningen i mange af landets skoler, på de ældste klassetrin. Fra 2004 boede han på Indre Nørrebro, København. I marts 2008 udkom Wilms' anden roman Med hovedet først? på CDR-forlag. I 2012 udkom forfatterens tredje ungdomsroman På runddelens hjørne.
Jakob Wilms tog HF på HF-Centret Efterslægten i 2007 og en B.Sc. in International Business and Politics fra Copenhagen Business School. Han har studeret Political Science og History of Economic Theory på University of Bristol i Storbritannien. Efterfølgende studerende han spansk I Cuernavaca, en forstad til Mexico City.